# کمیل (فیلم ۱۹۸۴)
کمیل یا کامیل (انگلیسی: Camille) فیلمی است که بر اساس رمان مادام کاملیا نوشتهٔ الکساندر دوما در سال ۱۹۸۴ ساخته شد.